# Achillea filipendulina
Espèce
Synonymes
- Achillea eupatorium M.Bieb.
- Achillea filicifolia M.Bieb.
- Tanacetum angulatum Willd.

Achillea filipendulina, l'Achillée filipendule, Achillée à feuilles de fougère ou plus simplement Achillée jaune (en anglais : fernleaf yarrow; en allemand : Farnschafgarbe),, est une espèce asiatique de plantes vivaces de la famille des Astéracées, native du centre et du sud-ouest de l'Asie (Kazakhstan, Afghanistan, Pakistan, Iran, Irak, Turquie, Caucase). Elle est également maintenant présente dans certaines parties de l'Europe et de l'Amérique du Nord,.

## Description
La plante mesure quelque 120 cm de haut, avec des feuilles ressemblant à celle de la fougère (d'où son nom commun). Les feuilles sont linéaires, pennées, lobées et dentelées, poilues et rugueuses. Les fleurs sont disposées en corymbes, ou panicules, d'un caractère complexe; la plante est assez grande, souvent de 10 cm ou plus d'envergure. Les plus petites corymbes sont voûtées ou convexes, provoquant dans le cluster ou la corymbe composée une surface inégale. Les petites fleurs sont d'un "vieil or"  riche, de couleur jaune, très rigides, presque dures. La période de floraison s’étend de la moitié à la fin de l'été.

## La culture
Achillea filipendulina est cultivée dans les régions tempérées comme des plantes à fleurs ornementales. Élevée en plein soleil, elle est tolérante à la sécheresse une fois bien établie. La propagation se fait par graines ou par division des racines au printemps.

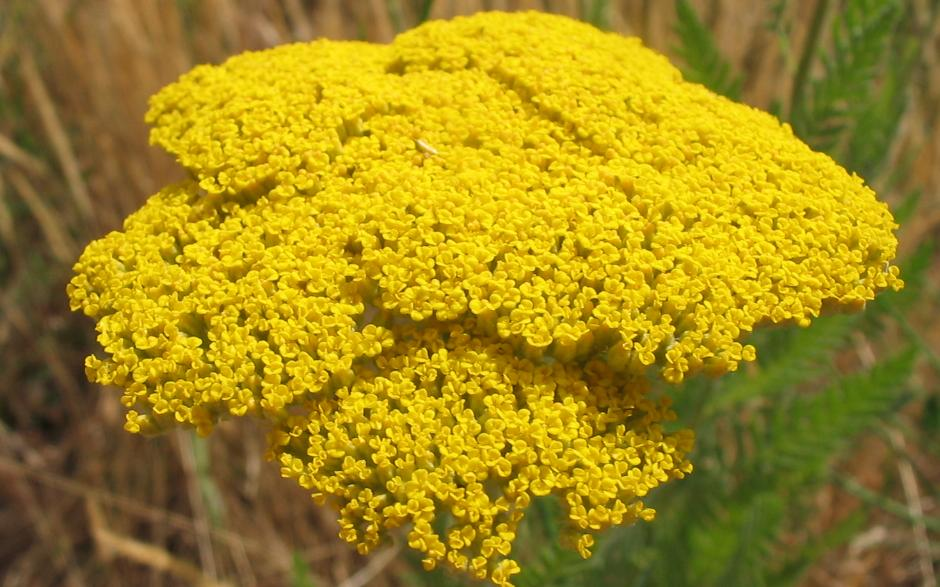
Corymbe composé dAchillea filipendulina.

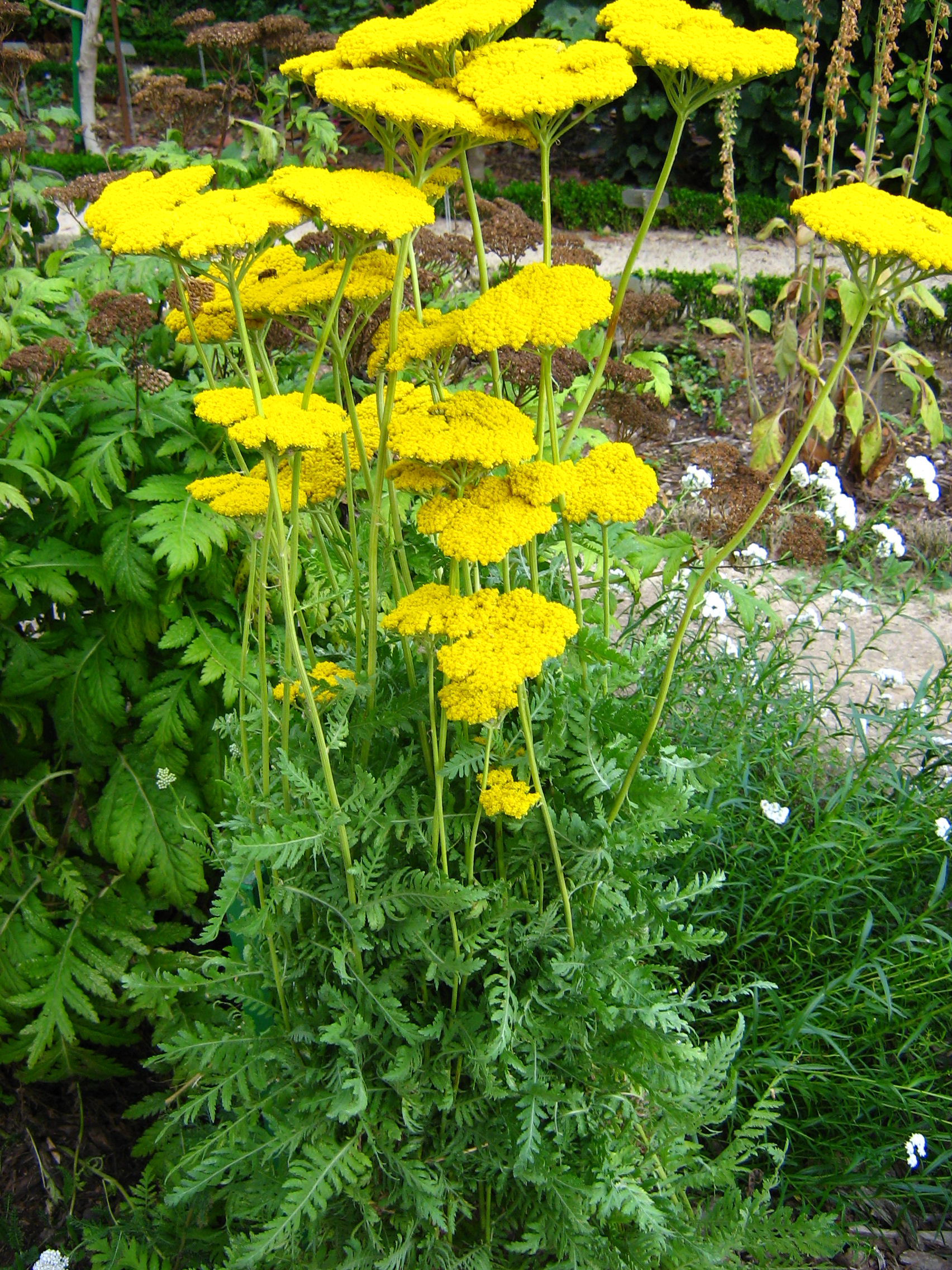
Plante Achillea filipendulina avec feuilles et fleurs.

L'espèce a généralement été remplacée par de nombreux cultivars d'amélioration, dont certains ont gagné le Royal Horticultural Society's Award of Garden Merit:
| - "Tissu d'Or" (gold) - 'Coronation Gold' (jaune d'or) - "Credo" (jaune pâle) - 'Plaque d'or' (or) - 'Heidi' (rose) - 'Helios' (jaune d'or) - "Hella Glashof" (jaune) | - A. × lewisii 'Roi Edouard' (jaune pâle) - 'Lachsschönheit' (rose et blanc) - 'La chance' (jaune pâle) - 'Martina' (jaune) - 'Mondpagode' (blanc) - 'Moonshine' (jaune) - 'Parker' (jaune) - 'Summerwine' (pourpre) |